# Presciens

Répartition schématique des principaux peuples Ibéroaquitains (en noir).

Les Presciens (en latin : Presciani ou Præsciani) sont un peuple aquitain ou proto-basque uniquement mentionné au Ier siècle av. J.-C. par Jules César.

## Histoire
Ils vivent au pied des Pyrénées, dans les actuels départements des Hautes-Pyrénées et des Pyrénées-Atlantiques, dans le voisinage des Tarusates au nord, et des Osquidates au sud. Clients des Tarbelles, ils ont pour capitale Préchac.
Selon Émile Loubens, les Presciens vivent dans le district de Lescar.

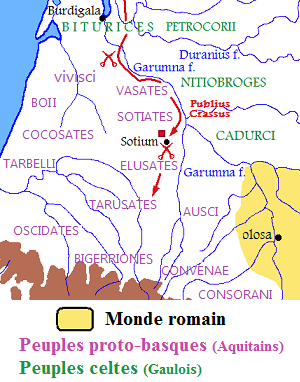
Campagne de Crassus en Aquitaine (56 av. J.-C.).

Lors de la « Guerre des Gaules », les Presciens font partie des peuples d'Aquitaine qui se rendent en 56 ou 55 av. J.-C. à Publius Crassus, lieutenant de Jules César.